# Fachverband Deutscher Floristen
Der Fachverband Deutscher Floristen GmbH (FDF) ist die offizielle Interessen- und Arbeitgebervertretung der deutschen Floristen.

## Organisation
Gegründet wurde der Verband als Verband Deutscher Blumengeschäftsinhaber im Rahmen der „Internationalen Kunstausstellung und Großen Gartenbau-Ausstellung“ am 18. September 1904 in Düsseldorf. Er gliedert sich in 15 Landesverbände, die unter dem Dach des Bundesverbands mit Sitz in Gelsenkirchen (FloristPark International) organisiert sind. Im Fachverband Deutscher Floristen sind derzeit rund 5000 Mitglieder, Inhaber von Blumenfachgeschäften, vertreten. Der Verband ist Herausgeber der Fachzeitschrift „gestalten und verkaufen“ (seit 2014, vorher „florist“) und verschiedener Fachpublikationen.
Auf europäischer Ebene ist der FDF der Internationalen Floristenorganisation Florint (bis 2009 als Federation Europeenne des Unions Professionelles de Fleuristes bezeichnet) angeschlossen. Partnerorganisationen des FDF im deutschsprachigen Raum sind die Bundesinnung der Gärtner und Floristen in Österreich und der Schweizerische Floristenverband.

## Aufgaben
Zum Vereinszweck gehören die Branchenrepräsentanz und politische Interessenvertretung, Presse- und Öffentlichkeitsarbeit, die Entwicklung und Vermittlung von floristischen Trends, Vertriebs- und Marketing-Unterstützungen für die Branche sowie Messen, Präsentationen und Wettbewerbe. Alle zwei Jahre veranstaltet der Bundesverband die Deutsche Meisterschaft der Floristen, in der Branche bekannt unter dem Namen „Goldene Rose“.
Ein Schwerpunkt ist die Aus- und Weiterbildung für Floristen sowie Floristmeisterausbildungen. Dazu gehört die Gestaltung des floristischen Berufsbilds ebenso wie das breit gefächerte Fort- und Weiterbildungsprogramm für die Branche. Im Rahmenprogramm der Internationalen Pflanzenmesse IPM Essen präsentiert der FDF neue florale Gestaltungstechniken und Fachhandelskonzepte.

## Zusammenarbeit
Mit weiteren Brancheninstitutionen arbeitet der Verband zusammen – wie dem Zentralverband Gartenbau, dem Verband des Deutschen Blumen-Groß- und Importhandels (BGI), der Fleurop oder dem Blumenbüro Holland.

## Trivia
Der Vorläufer Verband Deutscher Blumengeschäftsinhaber begann Anfang der 1920er Jahre mit Werbung für einen Muttertag, um den Blumenabsatz anzukurbeln. Wenig später wurde daraus der Muttertag.